# Kynodesme

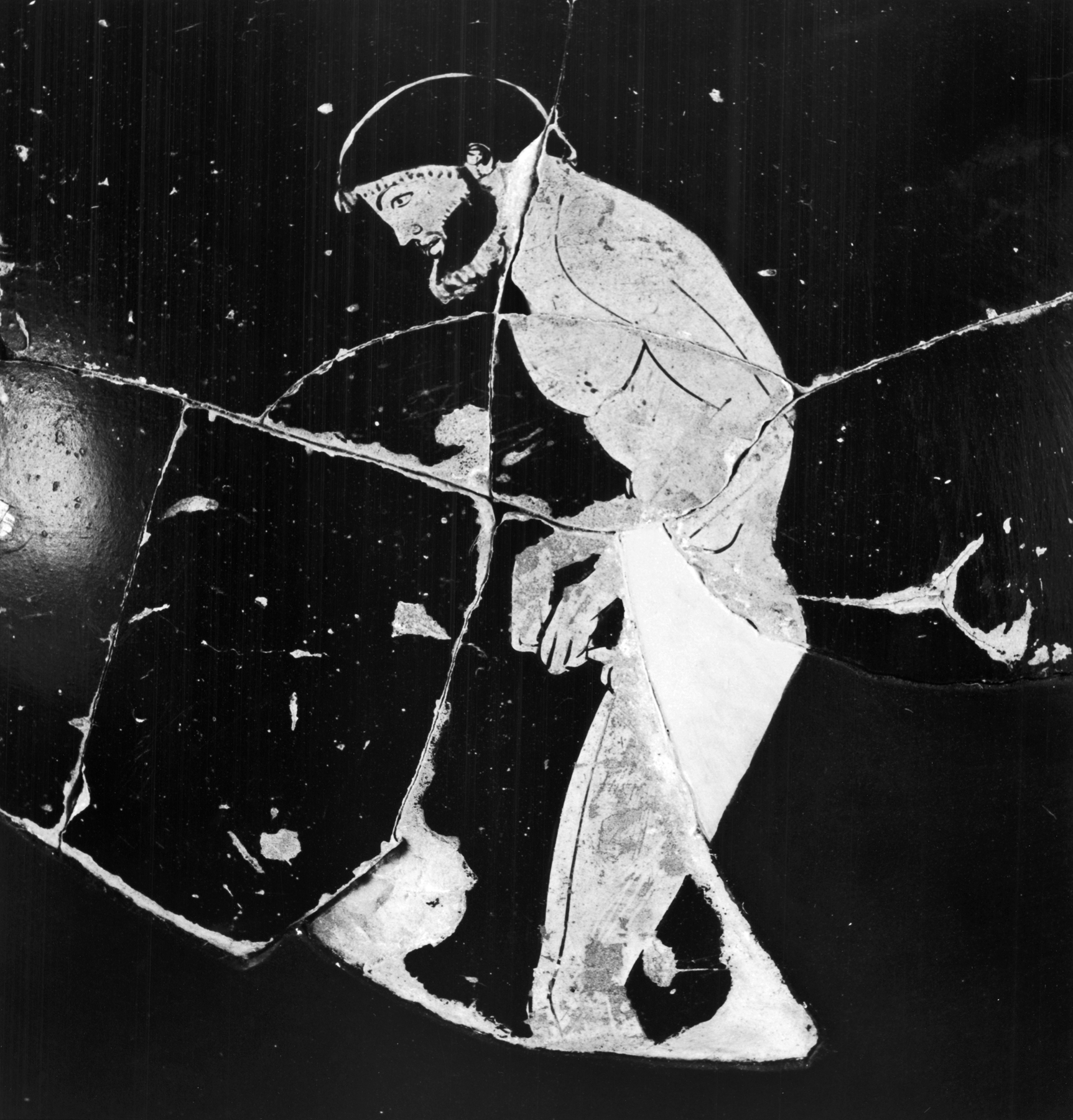
Athlet beim Anlegen einer Kynodesme (Detail auf einem Psykter, etwa 480 v. Chr.)

Eine Kynodesme (altgriechisch κυνοδέσμη kynodésmē, von κυνόδεσμος kynódesmos, deutsch ‚Hundehalsband, Hundeleine‘) war eine Schnur oder ein Lederstreifen, der von Männern der hellenischen und römischen Gesellschaft in der Antike getragen wurde, um die Exposition der Eichel in der Öffentlichkeit, etwa in Bädern oder beim Sport, zu verhindern.

## Zweck
Obwohl Nacktheit in der griechischen und römischen Kultur besonders beim Sport nicht als anstößig galt, wurde die Freilegung der Eichel als ungebührlich angesehen. Auf denselben Umstand weisen das 1. Buch der Makkabäer und die Jüdischen Altertümer bezüglich des Gymnasions in Jerusalem unter jüdischen Jugendlichen hin.
Um eine Exposition der Eichel zu vermeiden, wurde die Kynodesme um das Akroposthion gebunden, den Teil der Vorhaut, der sich über die Eichel hinaus erstreckt. Die Kynodesme selbst konnte wie eine Hüftschnur an ein anderes Band an der Taille gebunden werden, um den Penis anzuheben und den Hodensack freizulegen. Zum Teil wurde er an die Basis des Penis gebunden, was zu dem typischen gekräuselten Aussehen führte, das bei zahlreichen Statuen zu sehen ist. Die Kynodesme wurde vorübergehend in der Öffentlichkeit getragen und konnte nach Belieben abgenommen und wieder angelegt werden. Für diejenigen, die die Kynodesme dauerhaft trugen, führte die kontinuierliche Zugkraft am Akroposthion zu einer Verlängerung der Vorhaut, was von den alten Griechen sehr gewünscht wurde, für die eine gut proportionierte Vorhaut lang und von einer charakteristischen konischen oder röhrenförmigen Form war.
Der erste Hinweis in der Literatur auf die Kynodesme findet sich in dem Satyrdrama Theoroi, das Aischylos im 5. Jahrhundert v. Chr. geschrieben hat. Die ersten Beispiele für seine Verwendung finden sich jedoch als Abbildungen auf frühen griechischen Töpferwaren.
Bei den Etruskern und Römern wurde diese Praxis ligatura praeputii genannt und die Kynodesme mit dem Begriff Fibula bezeichnet. Nach altgriechischem und römischem medizinischen Wissen schwächte eine übermäßige Spermienproduktion aufgrund eines dauernden Geschlechtsverkehrs Männer und die männliche Qualität ihrer Stimme. Diese nicht-chirurgische Form der Infibulation war vollständig reversibel und wurde möglicherweise von Sängern und Schauspielern als eine Praxis verwendet, die darauf abzielte, die Qualität der Stimme zu bewahren.